# Референдум в Латвии (2003)
Референдум о вступлении Латвии в Европейский союз состоялся 20 сентября 2003 года. Вопрос, вынесенный на референдум, звучал:

Вы за участие Латвии в Европейском союзе?
Оригинальный текст (латыш.)Vai jūs esat par Latvijas dalību Eiropas Savienībā?

Явка составила более 71 %, ответ «да» дали 67 % голосовавших. Фактически, за присоединение к Европейскому Союзу проголосовали 33,7 % латвийцев или 47,8 % граждан с правом голоса. Самый высокий процент голосов за вступление был на зарубежных участках (92,37 %), самый низкий — в Даугавпилсе (30,94 %).